# برت مک‌کینی
برت مک‌کینی (انگلیسی: Burt McKinnie; ۱۷ ژانویهٔ ۱۸۷۹ – ۲۲ نوامبر ۱۹۴۶) گلف‌باز اهل ایالات متحده آمریکا بود.